# Ban Tổng vụ Trung ương Đảng Cộng sản Liên Xô
Ban Tổng vụ Trung ương Đảng Cộng sản Liên Xô (tiếng Nga: Общий отдел ЦК КПСС), là cơ quan trực thuộc Ban Chấp hành Trung ương Đảng Cộng sản Liên Xô. Ban được thành lập vào năm 1920 với tên gọi là Ban Công tác Bí mật Trung ương Đảng Cộng sản Nga (Bolshevik), bị bãi bỏ ngày 29/8/1991 liên quan đến việc dừng hoạt động của Đảng Cộng sản Liên Xô bởi nghị quyết của Xô Viết Tối cao Liên Xô.

## Hoạt động
Ban Tổng vụ Trung ương Đảng Cộng sản Liên Xô với nhiệm vụ chính tổng hợp văn kiện, nghị quyết,... và các vấn đề tài chính Đảng, cũng như giám sát việc tuân thủ chế độ bí mật trong các cơ quan Đảng, lưu trữ thông tin các cá nhân của Đảng và Nhà nước Liên Xô, nên trở thành một trong những ban có ảnh hưởng nhất ở Liên Xô. Thông qua Ban Tổng vụ toàn bộ văn bản của Trung ương Đảng, bao gồm các tài liệu về KGB của Liên Xô đều được lưu trữ.
Ban Tổng vụ Trung ương Đảng Cộng sản Liên Xô còn chịu trách nhiệm chuẩn bị tài liệu cho các cuộc họp của Bộ Chính trị gồm chương trình nghị sự, ghi chú và tài liệu tham khảo, đề xuất và dự thảo quyết định đã được Ban chuẩn bị và gửi cho các ủy viên và ủy viên dự khuyết Bộ Chính trị. Lãnh đạo ban là Trưởng ban và phó trưởng ban, ngoài ra, cũng tham gia trong tất cả các cuộc họp của Bộ Chính trị (Đoàn chủ tịch) và Ban Bí thư Trung ương Đảng Cộng sản Liên Xô. Trong cơ cấu bộ máy của Trung ương Đảng, Ban Tổng vụ có số lượng nhân viên lớn nhất trong Trung ương Đảng: năm 1982, nó có số lượng 232 nhân viên.
Ban Tổng vụ lưu giữ rất nhiều tài liệu bí mật của Đảng Cộng sản Liên Xô

## Tên gọi
Ban Tổng hợp có nhiều tên gọi khác nhau đến năm 1954 lấy tên là Ban Tổng hợp
- 1920 Ban Công tác Bí mật Trung ương Đảng (Секретно-оперативный отдел ЦК)
- 12/9/1921 Văn phòng Ban Bí thư Trung ương Đảng (Бюро Секретариата ЦК)
- 19/3/1926 Ban Bí mật Trung ương Đảng (Секретный отдел ЦК)
- 1934 Ban Đặc biệt Trung ương Đảng (Особый сектор ЦК)
- 10/1952 Ban Công tác Đặc biệt Trung ương Đảng (Особый сектор ЦK)
- 10/1952 Văn phòng Đoàn Chủ tịch Trung ương Đảng (Канцелярия Президиума ЦК)
- 1952 Ban thư ký kỹ thuật Trung ương Đảng (Технический Секретариат ЦК)
- 13/3/1953 Ban Tổng vụ Ban Bí thư Trung ương Đảng (Общий отдел Секретариата ЦК)
- 1954 Ban Tổng vụ Trung ương Đảng (Общий отдел ЦК)

## Lãnh đạo
- Nikolai Smirnov (12/9/1920 – 20/8/1922)
- Hamayak Nazaretyan (20/8/1922 – 1/11/1924)
- Lev Mekhlis (1/11/1924 – 22/1/1926)
- Ivan Tovstukha (22/1/1926 – 16/7/1930)
- Alexander Poskrebyshev (16/7/1930 – 15/8/1952)
- Dmitri Sukhanov (15/8/1952 – 20/2/1955)
- Vladimir Malin (20/2/1955 – 30/8/1965)
- Konstantin Chernenko (30/81965 – 12/11/1982)
- Klavdii Bogolyubov (12/11/1982 – 24/5/1985)
- Anatoly Lukyanov (24/5/1985 – 17/1/1987)
- Valery Boldin (17/1/1987 – 3/5/1991)
- Pavel Laptev (3/5/1991 – 29/8/1991)